# Bogmærke (hjemmeside)
 For alternative betydninger, se Bogmærke (flertydig). (Se også artikler, som begynder med Bogmærke)
Et bogmærke er en henvisning til en hjemmeside man ønsker at se igen, henvisningen (bogmærket) er gemt i en bogmærke folder, hvor man igennem browseren kan organisere eller slette bogmærker.
Bogmærker på en computer bruges ligesom bogmærker i bøger, de bliver brugt til at have styr på hvilke side man ønsker at læse igen, så er det at ved at gemme en henvisning til en side på nettet af interesse, at man kan komme tilbage til en hjemmeside igen på en senere tidspunkt. Folk deler/bytter ofte bogmærker med hinanden af interesse, det foregår blandt andet ved at sende bogmærke folderen som en fil igennem email.
I Internet Explorer bruges ordet "Foretrukne" i stedet for bogmærker.